# حزب کمونیست آلمان (شفق سرخ)
حزب کمونیست آلمان (شفق سرخ) (به آلمانی: Kommunistische Partei Deutschlands - Roter Morgen، به انگلیسی: Communist Party of Germany (Red Dawn))، یک حزب سیاسی کوچک آلمانی بود.
این حزب در دسامبر ۱۹۸۵ در هامبورگ به‌وسیلهٔ اعضای حزب کمونیست آلمان/مارکسیست-لنینیست تأسیس شد که با ادغام با تروتسکیست‌های گروه مارکسیستی بین‌المللی (آلمان) مخالف بودند و آن را نسبت به مشی خوجه‌ایستی خود خائن می‌دانستند.
این حزب یک ماهنامه به نام شفق سرخ (به آلمانی: Roter Morgen) منتشر می‌کرد و عضو فعال همایش بین‌المللی احزاب و سازمان‌های مارکسیست لنینیست (اتحاد و مبارزه) بود.
حزب کمونیست آلمان (شفق سرخ) در دسامبر ۲۰۱۱ اعلام کرد که به اهدافی که در کنگرهٔ ۱۲اُم خود مقرر کرده، دست نیافته‌است. عملکرد حزب «ضعیف» و «منطقه‌ای» عنوان شده و گفته‌شد که سازمان شایستهٔ نام «حزب کمونیست» نیست. در نتیجه نام حزب به حزب کمونیست آلمان - گروه بازسازی تغییر یافت. پایگاه اینترنتی حزب از آن زمان فعال نبوده‌است.